# 케이터햄 F1

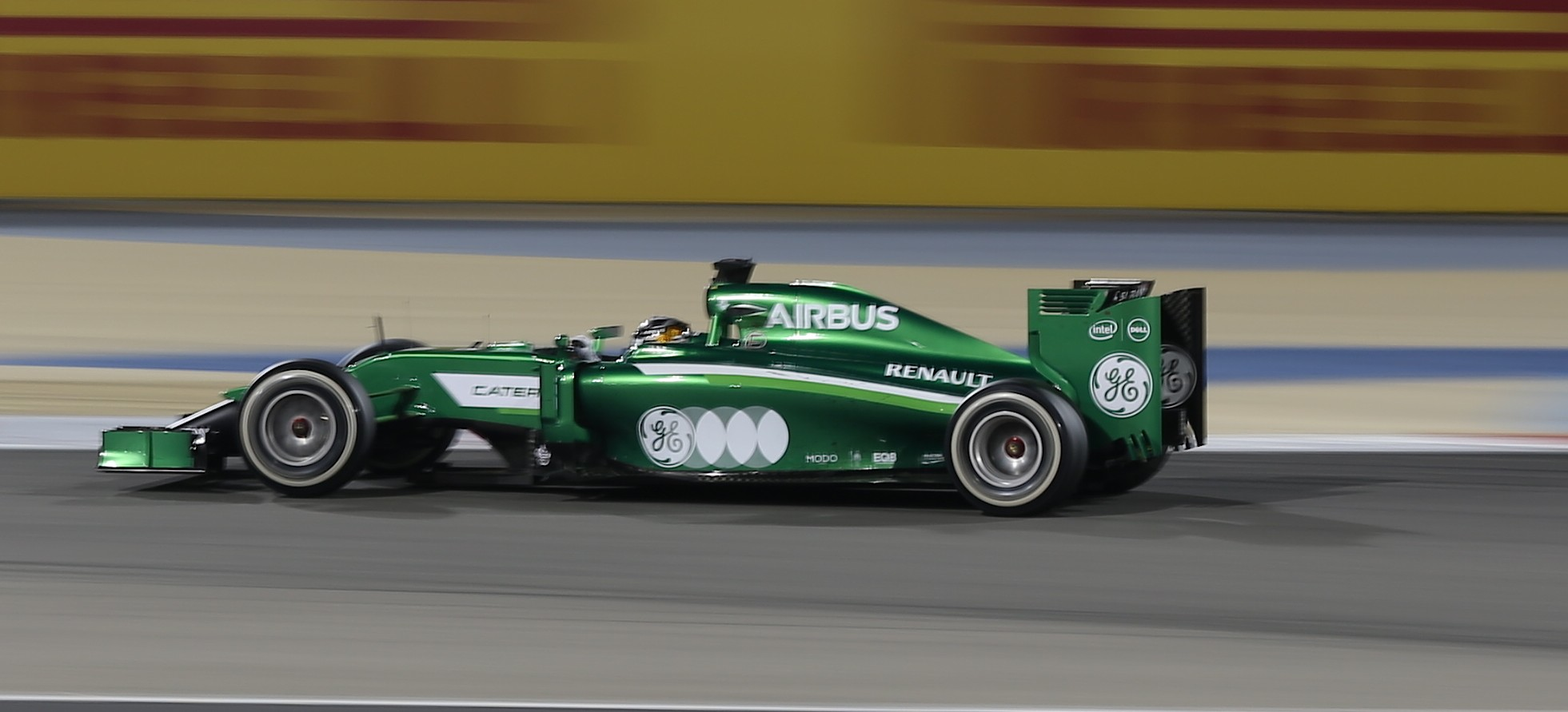
2014년 바레인 그랑프리에서 주행 중인 케이터햄의 코바야시 카무이

케이터햄 F1 팀(Caterham F1)은 영국에 기반한 말레이시아의 포뮬러 원 팀이다. 전 팀 수석이자 소유주인 토니 페르난데스가 케이터햄 자동차로부터 팀을 인수한 후 2012년부터 2014년까지 포뮬러 원에 참가했다. 마르쿠스 에릭손, 코바야시 카무이, 헤이키 코발라이넨 등이 시트를 거쳐갔다.
2014년 10월부터 법정관리에 들어가며 당해 미국, 브라질 그랑프리에 결장했으며 크라우드펀딩을 통해 2014년 아부다비 그랑프리에 출전할 자금을 마련했다. 2015년 자산 경매 등 청산 절차를 거쳐 해체했다.